# Erich Römer
Erich Römer, nemški hokejist, * 22. marec 1894, Berlin, Nemčija, † 26. marec 1987, Berlin, Nemčija. 
Römer je bil hokejist kluba Berliner SC v nemški ligi, s katerim je v sezonah 1923/24, 1924/25, 1925/26, 1927/28, 1928/29, 1929/30, 1930/31, 1931/32, 1932/33 in 1935/36 osvojil naslov državnega prvaka, in nemške reprezentance, s katero je nastopil na dveh olimpijskih igrah, na katerih je osvojil eno bronasto medaljo, dveh Svetovnih prvenstvih, kjer je osvojil srebrno in bronasto medaljo ter več Evropskih prvenstvih, na katerih je osvojil eno bronasto medaljo. Za reprezentanco je nastopil na 47-ih tekmah, na katerih je dosegel 6 golov, med letoma 1924 in 1934 je bil tudi selektor reprezentance.